# Општина Галеана (Нови Леон)
Галеана (шп. Galeana) општина је у Мексику у савезној држави Нови Леон. Општина се налази на надморској висини од 1639 м.

## Становништво
Према подацима из 2010. у општини је живело 39991 становника.

### Хронологија
| Година       | 2000                  | 2005                  | 2010                  |
| ------------ | --------------------- | --------------------- | --------------------- |
| Становништво | 39519 (20094 / 19425) | 38930 (19718 / 19212) | 39991 (20237 / 19754) |

### Попис
| \| \| м \| \| \| ж \| \| 0—2 \| 1.097 \| \| \| 1.120 \| \| 3—5 \| 1.207 \| \| \| 1.244 \| \| 6—11 \| 2.537 \| \| \| 2.400 \| \| 12—14 \| 1.237 \| \| \| 1.218 \| \| 15—17 \| 1.247 \| \| \| 1.137 \| \| 18—24 \| 2.161 \| \| \| 2.075 \| \| 60+ \| 2.887 \| \| \| 2.694 \| \| Просек : \| 30,3 \| \| \| 30,2 \| |       |  |  |       |
| |       |  |  |       |
| | м     |  |  | ж     |
| 0—2 | 1.097 |  |  | 1.120 |
| 3—5 | 1.207 |  |  | 1.244 |
| 6—11 | 2.537 |  |  | 2.400 |
| 12—14 | 1.237 |  |  | 1.218 |
| 15—17 | 1.247 |  |  | 1.137 |
| 18—24 | 2.161 |  |  | 2.075 |
| 60+ | 2.887 |  |  | 2.694 |
| Просек : | 30,3  |  |  | 30,2  |

| #   | Индикатор                                                                                        | Вредност |
| --- | ------------------------------------------------------------------------------------------------ | -------- |
| 1   | Становништво од 0 до 2 године                                                                    | 2217     |
| 2   | Мушко становништво од 0 до 2 године                                                              | 1097     |
| 3   | Женско становништво од 0 до 2 године                                                             | 1120     |
| 4   | Становништво са 3 и више година                                                                  | 37572    |
| 5   | Мушко становништво са 3 и више година                                                            | 19034    |
| 6   | Женско становништво са 3 и више година                                                           | 18538    |
| 7   | Становништво са 5 и више година                                                                  | 35915    |
| 8   | Мушко становништво са 5 и више година                                                            | 18215    |
| 9   | Женско становништво са 5 и више година                                                           | 17700    |
| 10  | Становништво са 12 и више година                                                                 | 30184    |
| 11  | Мушко становништво са 12 и више година                                                           | 15290    |
| 12  | Женско становништво са 12 и више година                                                          | 14894    |
| 13  | Становништво са 15 и више година                                                                 | 27729    |
| 14  | Мушко становништво са 15 и више година                                                           | 14053    |
| 15  | Женско становништво са 15 и више година                                                          | 13676    |
| 16  | Становништво са 18 и више година                                                                 | 25345    |
| 17  | Мушко становништво са 18 и више година                                                           | 12806    |
| 18  | Женско становништво са 18 и више година                                                          | 12539    |
| 19  | Становништво од 3 до 5 година                                                                    | 2451     |
| 20  | Мушко становништво од 3 до 5 година                                                              | 1207     |
| 21  | Женско становништво од 3 до 5 година                                                             | 1244     |
| 22  | Становништво од 6 до 11 година                                                                   | 4937     |
| 23  | Мушко становништво од 6 до 11 година                                                             | 2537     |
| 24  | Женско становништво од 6 до 11 година                                                            | 2400     |
| 25  | Становништво од 8 до 14 година                                                                   | 5835     |
| 26  | Мушко становништво од 8 до 14 година                                                             | 2977     |
| 27  | Женско становништво од 8 до 14 година                                                            | 2858     |
| 28  | Становништво од 12 до 14 година                                                                  | 2455     |
| 29  | Мушко становништво од 12 до 14 година                                                            | 1237     |
| 30  | Женско становништво од 12 до 14 година                                                           | 1218     |
| 31  | Становништво од 15 до 17 година                                                                  | 2384     |
| 32  | Мушко становништво од 15 до 17 година                                                            | 1247     |
| 33  | Женско становништво од 15 до 17 година                                                           | 1137     |
| 34  | Становништво од 18 до 24 године                                                                  | 4236     |
| 35  | Мушко становништво од 18 до 24 године                                                            | 2161     |
| 36  | Женско становништво од 18 до 24 године                                                           | 2075     |
| 37  | Женско становништво од 15 до 49 година                                                           | 9460     |
| 38  | Становништво са 60 и више година                                                                 | 5581     |
| 39  | Мушко становништво са 60 и више година                                                           | 2887     |
| 40  | Женско становништво са 60 и више година                                                          | 2694     |
| 41  | Однос између мушкараца и жена                                                                    | 102.45   |
| 42  | Становништво од нуле до 14 година                                                                | 12060    |
| 43  | Становништво од 15 до 64 године                                                                  | 23433    |
| 44  | Становништво од 65 година и више                                                                 | 4296     |
| 45  | Просечан број деце                                                                               | 3.1      |
| 46  | Становништво рођено у ентитету                                                                   | 32728    |
| 47  | Мушко становништво рођено у ентитету                                                             | 16751    |
| 48  | Женско становништво рођено у ентитету                                                            | 15977    |
| 49  | Становништво рођено у другом ентитету                                                            | 6889     |
| 50  | Мушко становништво рођено у другом ентитету                                                      | 3303     |
| 51  | Женско становништво рођено у другом ентитету                                                     | 3586     |
| 52  | Становништво од 5 година и више резидентно у ентитету у јуну 2005. године                        | 34981    |
| 53  | Мушко становништво старосног доба од 5 година и више, резидентно у ентитету у јуну 2005. године  | 17755    |
| 54  | Женско становништво старосног доба од 5 и више година, резидентно у ентитету у јуну 2005. године | 17226    |
| 55  | Становништво од 5 година и више које је живело у другом ентитету у јуну 2005. године             | 662      |
| 56  | Мушко становништво старије од 5 година које је живело у другом ентитету у јуну 2005. године      | 300      |
| 57  | Женско становништво старије од 5 година које је живело у другом ентитету у јуну 2005. године     | 362      |
| 58  | Становништво од 3 године и више које говори аутохтони језик                                      | 53       |
| 59  | Мушко становништво старо 3 године и више које говори аутохтони језик                             | 29       |
| 60  | Женско становништво старо 3 године и више које говори аутохтони језик                            | 24       |
| 61  | Становништво од 3 године и више које говори аутохтони језик и не говори шпански језик            | 0        |
| 62  | Мушко становништво старо 3 године и више које говори аутохтони језик и не говори шпански         | 0        |
| 63  | Женско становништво старо 3 године и више које говори аутохтони језик и не говори шпански језик  | 0        |
| 64  | Становништво старо 3 године и више које говори аутохтони језик и шпански                         | 7        |
| 65  | Мушко становништво старо 3 године и више које говори аутохтони језик и шпански                   | 4        |
| 66  | Женско становништво старо 3 године и више које говори аутохтони језик и шпански                  | 3        |
| 67  | Становништво од 5 година и више које говори аутохтони језик                                      | 52       |
| 68  | Становништво од 5 година и више које говори аутохтони језик и не говори шпански језик            | 0        |
| 69  | Становништво од 5 година и више које говори аутохтони језик и говори шпански језик               | 7        |
| 70  | Становништво у домородачким домаћинствима                                                        | 113      |
| 71  | Становништво са ограничењима у активностима                                                      | 2230     |
| 72  | Становништво са ограниченим ходањем или кретањем, горе или доле                                  | 1248     |
| 73  | Становници са ограничењима вида, чак и уз кориштење сочива                                       | 534      |
| 74  | Становништво са ограничењима говора, комуникације или конверзације                               | 199      |
| 75  | Становништво са ограниченим слухом                                                               | 241      |
| 76  | Становништво са ограничењима при одевању, купању или јелу                                        | 107      |
| 77  | Становништво са ограничењима у опажању или учењу једноставних ствари                             | 64       |
| 78  | Становништво са менталним ограничењима                                                           | 237      |
| 79  | Становништво без ограничења активности                                                           | 37274    |
| 80  | Становништво од 3 до 5 година које не похађа школу                                               | 882      |
| 81  | Мушко становништво од 3 до 5 година које не похађа школу                                         | 431      |
| 82  | Женско становништво од 3 до 5 година које не похађа школу                                        | 451      |
| 83  | Становништво од 6 до 11 година које не похађа школу                                              | 81       |
| 84  | Мушко становништво од 6 до 11 година које не похађа школу                                        | 36       |
| 85  | Женско становништво од 6 до 11 година које не похађа школу                                       | 45       |
| 86  | Становништво од 12 до 14 година које не похађа школу                                             | 236      |
| 87  | Мушко становништво од 12 до 14 година које не похађа школу                                       | 108      |
| 88  | Женско становништво од 12 до 14 година које не похађа школу                                      | 128      |
| 89  | Становништво од 15 до 17 година похађа школу                                                     | 1475     |
| 90  | Мушко становништво од 15 до 17 година похађа школу                                               | 799      |
| 91  | Женско становништво између 15 и 17 година живота у школи                                         | 676      |
| 92  | Становништво од 18 до 24 године похађа школу                                                     | 673      |
| 93  | Мушко становништво од 18 до 24 године похађа школу                                               | 371      |
| 94  | Женско становништво од 18 до 24 године похађа школу                                              | 302      |
| 95  | Становништво од 8 до 14 година које не може да чита и пише                                       | 187      |
| 96  | Мушко становништво старосног доба од 8 до 14 година које не може да чита и пише                  | 118      |
| 97  | Женско становништво старосног доби од 8 до 14 година које не може да чита и пише                 | 69       |
| 98  | Становништво од 15 година и више које је неписмено                                               | 2466     |
| 99  | Мушко становништво од 15 година и више које је неписмено                                         | 1215     |
| 100 | Женско становништво од 15 година и више које је неписмено                                        | 1251     |
| 101 | Становништво старо 15 и више година без школовања                                                | 2016     |
| 102 | Мушко становништво старо 15 и више година без школовања                                          | 1037     |
| 103 | Женско становништво старо 15 и више година без школовања                                         | 979      |
| 104 | Становништво старосног доба 15 и више година са непотпуним основним образовањем                  | 7379     |
| 105 | Мушко становништво старосног доба од 15 година и више са непотпуном основним образовањем         | 3771     |
| 106 | Женско становништво старосног доба 15 и више година са непотпуном основним образовањем           | 3608     |
| 107 | Становништво старо 15 и више година са комплетним основним образовањем                           | 6016     |
| 108 | Мушко становништво старо 15 година и више са комплетним основним образовањем                     | 2845     |
| 109 | Женско становништво старо 15 и више година са комплетним основним образовањем                    | 3171     |
| 110 | Становништво старосног доба 15 и више година са непотпуним средњим образовањем                   | 1519     |
| 111 | Мушко становништво старосног доба од 15 година и више са непотпуним средњим образовањем          | 802      |
| 112 | Женско становништво старосног доба од 15 година и више са непотпуним средњим образовањем         | 717      |
| 113 | Становништво старо 15 и више година са пуним секундарном образовањем                             | 5470     |
| 114 | Мушко становништво старосног доба од 15 година и више са пуним секундарном образовањем           | 2865     |
| 115 | Женско становништво старосног доба од 15 година и више са пуним секундарном образовањем          | 2605     |
| 116 | Становништво старије од 18 година са постосновним образовањем                                    | 4444     |
| 117 | Мушко становништво старије од 18 година са постосновним образовањем                              | 2325     |
| 118 | Женско становништво старије од 18 година са постосновним образовањем                             | 2119     |
| 119 | Просечна оцена школовања                                                                         | 6.66     |
| 120 | Просечан ниво образовања мушке популације                                                        | 6.68     |
| 121 | Просечан ниво образовања женског становништва                                                    | 6.64     |
| 122 | Економски активно становништво                                                                   | 13801    |
| 123 | Економски активна мушка популација                                                               | 11542    |
| 124 | Економски активна женска популација                                                              | 2259     |
| 125 | Становништво које није економски активно                                                         | 16136    |
| 126 | Мушко становништво које није економски активно                                                   | 3582     |
| 127 | Женско становништво које није економски активно                                                  | 12554    |
| 128 | Запослено становништво                                                                           | 13165    |
| 129 | Запослено мушко становништво                                                                     | 10945    |
| 130 | Запослено женско становништво                                                                    | 2220     |
| 131 | Незапослена популација                                                                           | 636      |
| 132 | Незапослена мушка популација                                                                     | 597      |
| 133 | Незапослена женска популација                                                                    | 39       |
| 134 | Становништво без права на здравствене услуге                                                     | 4424     |
| 135 | Становништво које има право на здравствене услуге                                                | 35314    |
| 136 | Становништво које има право на ИМСС                                                              | 3675     |
| 137 | Становништво које има право на социјално осигурање                                               | 3053     |
| 138 | Становништво које има право на државно социјално осигурање                                       | 564      |
| 139 | Становништво које има право на опште осигурање или здравствено осигурање за нову генерацију      | 28301    |
| 140 | Становништво које је било једном или није било у браку током 12 година и више                    | 9238     |
| 141 | Венчано или уједињено становништво од 12 година и више                                           | 18512    |
| 142 | Становништво које је било у браку или уједињено 12 година и више                                 | 2381     |
| 143 | Становништво са католичком религијом                                                             | 30451    |
| 144 | Протестанти, еванђелисти и библијски следбеници различити од еванђелиста                         | 6005     |
| 145 | Становништво са другим религијама различитим од претходних                                       | 21       |
| 146 | Становништво без религије                                                                        | 2932     |
| 147 | Укупно пописаних домаћинства                                                                     | 10141    |
| 148 | Пописна домаћинства на челу са мушкарцима                                                        | 8596     |
| 149 | Пописна домаћинства на челу са женама                                                            | 1545     |
| 150 | Становништво у пописним домаћинствима                                                            | 39747    |
| 151 | Становништво у пописним домаћинствима на челу са мушкарцима                                      | 35014    |
| 152 | Становништво у пописним домаћинствима на челу са женама                                          | 4733     |
| 153 | Укупно домаћинстава                                                                              | 13294    |
| 154 | Укупно насељених домаћинстава                                                                    | 10201    |
| 155 | Укупно приватних кућа                                                                            | 13234    |
| 156 | Насељени приватни домови                                                                         | 10141    |
| 157 | Укупно насељених приватних кућа                                                                  | 10199    |
| 158 | Ненасељене приватне куће                                                                         | 1579     |
| 159 | Појединачна домаћинства за привремену употребу                                                   | 1514     |
| 160 | Становници у насељеним приватним кућама                                                          | 39747    |
| 161 | Насељеност станара у приватним становима                                                         | 3.92     |
| 162 | Просечно становника по соби у приватним насељеним домаћинствима                                  | 1.17     |
| 163 | Појединачна домаћинства са подовима од различитих материјала од земље                            | 9610     |
| 164 | Појединачна домаћинства у приземљу                                                               | 502      |
| 165 | Појединачна домаћинства са једном спаваћом собом                                                 | 4316     |
| 166 | Појединачна домаћинства са две спаваће собе и више                                               | 5796     |
| 167 | Појединачна домаћинства са једним собом                                                          | 623      |
| 168 | Појединачна домаћинства са две собе                                                              | 2307     |
| 169 | Појединачна домаћинства са 3 собе и више                                                         | 7176     |
| 170 | Појединачна домаћинства која имају електрично светло                                             | 9874     |
| 171 | Појединачна домаћинства која немају електрично светло                                            | 231      |
| 172 | Појединачна домаћинства која имају водоводну воду у стамбеном простору                           | 7382     |
| 173 | Појединачна домаћинства која немају водоводну воду у стамбеном простору                          | 2712     |
| 174 | Појединачна домаћинства која имају тоалет                                                        | 9272     |
| 175 | Појединачна домаћинства која имају канализацију                                                  | 6545     |
| 176 | Појединачна домаћинства која немају канализацију                                                 | 3499     |
| 177 | Појединачна домаћинства која имају електрично светло, довод воде из јавне мреже и канализацију   | 5303     |
| 178 | Појединачна домаћинства без икаквих услова                                                       | 376      |
| 179 | Појединачна домаћинства која имају радио                                                         | 6072     |
| 180 | Појединачна домаћинства која имају телевизор                                                     | 8423     |
| 181 | Појединачна домаћинства која имају фрижидер                                                      | 7945     |
| 182 | Појединачна домаћинства која имају машину за веш                                                 | 6763     |
| 183 | Појединачна домаћинства која имају аутомобил или комби                                           | 4997     |
| 184 | Појединачна домаћинства која имају рачунар                                                       | 871      |
| 185 | Појединачна домаћинства која имају фиксну телефонску линију                                      | 1594     |
| 186 | Појединачна домаћинства која имају мобилни телефон                                               | 3826     |
| 187 | Појединачна домаћинства која имају приступ интернету                                             | 383      |